# 奎吉林戈克 (阿拉斯加州)
奎吉林戈克（英語：Kwigillingok）是位於美國阿拉斯加州貝塞爾人口普查區的一個非建制地區和人口普查指定地區。根據2010年美國人口普查，該地人口為321人，而該地的面積約為52.40平方千米。

## 地理
奎吉林戈克的座標為59°52′20″N 163°09′58″W / 59.87222°N 163.16611°W，而該地的平均海拔高度為1米（即3英尺）。